# اکبر نیکان‌پور
اکبر نیکان‌پور (زاده ۱۳۳۵ در اردبیل) نقاش و تصویرگر ایرانی است.

## زندگی‌نامه
اکبر نیکان پور چهارم تیر سال ۱۳۳۵ در اردبیل متولد شد. او فارغ‌التحصیل رشته نقاشی دانشکده هنرهای زیبای دانشگاه تهران، لیسانس و کارشناسی ارشد تصویرسازی و دارای مدرک درجه یک هنری (دکترا) است. نیکان پور به دلیل علاقه‌ای که به تصویرسازی دارد عمده فعالیتش در حوزه تصویرسازی کتاب‌های کودکان و تصویرسازی برای مطبوعات کودک و نوجوان است. خوش فامی رنگ‌های اکولین، ویژگی‌های مشترک تصویری او در کتاب‌ها و مناسب برای کودکان پیش دبستانی است. نیکان‌پور در کتاب اندازه دنیا (۱۳۶۹)، از روش‌های رنگ اندیشانه قبلی خود فاصله می‌گیرد و با رویکرد به کاربرد رنگ‌های آکریلیک و با استفاده از خطوط رنگی که به چاپ دستی نزدیک است، تصاویری ساده با استفاده از خطوط محیطی خلق کرده‌است؛ تصاویری که مقدمه ورود نیکان‌پور به قلمرو انتزاع در تصویرگری‌های بعدی اوست. تصاویر این کتاب، دیپلم افتخار دومین بی‌ینال جهانی لانییون فرانسه را به دست آورد. «سی چشمه تا دریا» و «اندازه دنیا» عنوان کتاب‌هایی است که اکبر نیکان‌پور، در ابتدای کار خود در دهه ۶۰، تصویرگری کرده، تصویرهای کتاب «سی چشمه تا دریا» نیز همچون کتاب «اسب سفید چوبی» به روش اکولین نقاشی شده‌است. از دیگر تلاش‌های نیکان‌پور در دهه ۶۰، می‌توان تصویرگری کتاب‌های «روز اول مدرسه»(۱۳۶۸)، «سنجاقک گرفتن چه راحته»، «خورشید خانه من»، «پشت چراغ قرمز»، «آسمان ابری نیست»، «قصه بهار»، «قصه ماه» و «مار سبز و پونه»(۱۳۶۸) را نام برد. نیکان‌پور مشاور و مدیر هنری، داور چندین نمایشگاه داخلی و بین‌المللی، دارای چندین جایزه داخلی و جهانی و مؤلف کتاب‌های بسیاری در زمینه تصویرگری است و اجرای برنامه‌های گوناگون ادبی ازجمله برنامه‌های با کاروان شعر و موسیقی، در انتهای شب، ضیافت و چندین دوره مجری همایش چهره‌های ماندگار نیز در کارنامه فعالیت‌های رادیو و تلویزیونی اوست. از اکبر نیکان‌پور در دهمین جشنواره بین‌المللی هنرهای تجسمی فجر تجلیل به عمل آمد که این هنرمند نقاش و تصویرگر نشان عالی، لوح زرین و تندیس طوبای زرین را از دست وزیر فرهنگ و ارشاد اسلامی دریافت نمود.

## سوابق کاری
- تصویرساز کتاب‌های کودکان و تصویرساز برای مطبوعات کودک و نوجوان به مدت ۲۰ سال
- طراحی وایلستراسیون کتاب‌های کودکان بیشتر از ۵۰ کتاب
- مدرس کارشناسی ارشد دانشگاه‌ها به مدت ۱۰ سال
- مدرس کارشناسی تصویرسازی و نقاشی دانشگاه‌ها به مدت ۱۰ سال
- نکوداشت به عنوان تصویرگر برجسته خانه هنرمندان ایران- تهران سال ۱۳۸۰
- دریافت لوح درجه یک هنری، دکترای افتخاری وزارت ارشاد اسلامی ۱۳۸۲
- عضو هیئت داوری چندین نمایشگاه تصویرگری کودکان و دانشجویان سراسر کشور
- شرکت در چندین سمینار تصویرگری در بلونیای ایتالیا و مصاحبه‌های متعدد هنری[۱۹][۲۰]

## نمایشگاه‌ها
- نمایشگاه نقاشی در گالری سیمون انفرادی (۱۳۷۴)
- نمایشگاه گروهی در اغلب گالری‌های تهران طی ۲۵ سال اخیر و خانه هنرمندان، موزه هنرهای معاصر، موزه امام علی، موزه هنرهای معاصر اصفهان[۲۱][۲۲][۲۳]
- چهار پروژه دیواری زیباسازی (۱۳۹۰، ۱۳۹۲، ۱۳۹۴و ۱۳۹۵)
- نمایشگاه زیباسازی تهران شهرداری، برج میلاد (۱۳۹۲، ۱۳۹۳)[۲۴][۲۵]